# Corollospora quinqueseptata
Corollospora quinqueseptata är en svampart som beskrevs av Nakagiri 1988. Corollospora quinqueseptata ingår i släktet Corollospora och familjen Halosphaeriaceae.   Inga underarter finns listade i Catalogue of Life.